# Be Here Now
Be Here Now lautet der Titel des dritten Studioalbums der britischen Band Oasis. Es wurde am 20. August 1997 von Creation Records (am 26. August 1997 von Epic Records in den USA) veröffentlicht. Der Titel bezieht sich auf ein Zitat von John Lennon bezüglich seiner Ansicht der Bedeutung des Rock ’n’ Roll und ist ursprünglich der Titel eines Buches von Ram Dass (Richard Alpert). Die öffentliche Erwartungshaltung insbesondere in Großbritannien hinsichtlich Qualität und Erfolg des neuen Albums war so gigantisch wie zuletzt zu Beatlemania-Zeiten, so dass das Oasis-Management sich gezwungen sah, die Verbreitung von Promomaterial an die Fachpresse stark zu reglementieren, weshalb nicht mehr als vier Lieder des Albums im Radio gespielt werden durften. Die Enttäuschung nach dem Abflauen des Hypes war aber umso gewaltiger, da die Musik des Albums nicht etwa die Anhängerschar vergrößern konnte, sondern der Band im Gegenteil massive Kritik an ihrem kreativen Schaffen und einer unprofessionellen Einstellung einbrachte. Auch Bandleader Noel Gallagher kritisierte das Album im Rückblick sehr scharf. An die überragenden Erfolge der Anfangszeit konnten die Musiker nach Be Here Now nicht mehr anknüpfen.

## Hintergrund
Nach einer von Gefechten zwischen den Brüdern Gallagher und wilden Partys begleiteten Tour im Jahre 1996 spielte Bandchef Noel Gallagher mit dem Gedanken, Oasis zu verlassen, und verließ die Band am 11. September 1996 inmitten der Nordamerika-Tour tatsächlich. Jedoch fand er sich kurze Zeit nach dem vermeintlich endgültigen Aus in diversen Aufnahmestudios wieder, zu denen sich schließlich auch der Rest der Band nach Beendigung der US-Tour gesellte.
Angetrieben vom Willen, „die beste Band der Welt“ zu sein, wollten Oasis Negativschlagzeilen über eine mögliche Bandauflösung und eine kreative Krise ein Ende setzen. Die Arbeit an den Aufnahmen gestalteten sich späteren Aussagen der Gallaghers nach jedoch nicht allzu konzentriert. Wie auf der zuletzt beendeten Tour wurden viele Partys gefeiert und Drogen konsumiert.

### Erfolgsdruck
Nicht nur in Großbritannien war die mediale Erwartung sehr groß, ähnlich wie zu Beatles-Zeiten, da Oasis den beachtlichen kommerziellen Erfolg ihres Erstlings Definitely Maybe mit dem Album (What’s the Story) Morning Glory? weit übertroffen hatten. Das dritte Album sollte diese Entwicklung fortführen und Oasis herausragende Rolle in der britischen und weltweiten Musikszene pointieren sowie den US-amerikanischen Musikmarkt erobern.
Nach Meinung vieler damaliger Beobachter markiert das künstlerische Scheitern des Albums allerdings ganz im Gegenteil das Ende der Britpop-Ära.

## Produktion
Einen Teil der Songs des Albums und der B-Seiten komponierte Noel auf der Insel Mustique. Als Gastmusiker traten Johnny Depp (Slide-Gitarre auf Fade In-Out), Mark Feltham (Harmonika auf All Around the World) und Mark Coyle (Backward bits auf D’You Know What I Mean?) auf. Die Streicher-Arrangements stammen von Noel Gallagher und Nick Ingham. Die Produktion übernahmen Noel und Owen Morris. Musik und Text aller Lieder wurden von Noel Gallagher geschrieben.
Die Aufnahmen für das Album fanden von November 1996 bis April 1997 in Abbey Road, Ridge Farm, Air, Master Rock und Orinocco Studios, London statt.

## Stil
Das Album führt den eingängigen Gitarren-dominierten Wall-of-Noise-Sound des Vorgängers (What’s the Story) Morning Glory? fort, wobei die Gitarren noch stärker in Bezug auf Lautstärke, Melodieführung und Anzahl und Länge der Soli zur Geltung kommen. Die Lieder sind fast durchweg länger als 5 Minuten und meist im Muster Strophe-Brücke-Refrain-Strophe komponiert. Noel Gallagher gab als selbstgestecktes Ziel aus, eine Trilogie von Alben zu veröffentlichen, die als Definition des typischen Oasis-Sounds in die Geschichte eingehen solle. Be Here Now kann somit als Versuch verstanden werden, einen krönenden, superlativen Abschluss jener Periode der Bandhistorie zu schaffen.

## Kritiken
Selbst in den Augen des Bandkopfs Noel Gallagher ist Be Here Now rückblickend ein eindeutiger musikalischer Fehlschlag gewesen, er teilt damit die Meinung sehr vieler Kritiker. Von Medien und Fans anfänglich als monumental und zu den besten Alben aller Zeiten zählend bejubelt, wurden nach einiger Zeit Stimmen laut, die fehlende lyrische Tiefe, übermäßige Produktion und uninspiriertes, epigonales Songwriting bemängelten.
Diese Wahrnehmung dominiert noch heute. In den Augen vieler Fans hingegen ist die harsche Kritik an diesem Album unberechtigt, da es den eingängigen gitarrendominierten Wall-of-Noise-Sound des Vorgängers (What’s the Story) Morning Glory? fortführe. Genau hierin sehen Kritiker allerdings ein Zeichen ausbleibender musikalischer Weiterentwicklung. Dass Noel Gallagher selbst nicht mehr viel von seinem Werk hält, kann man auch daran erkennen, dass er kein einziges Lied von Be Here Now für die Best-of-Zusammenstellung Stop the Clocks auswählte.

## Titelliste
1. D’You Know What I Mean? – 7:42
2. My Big Mouth – 5:02
3. Magic Pie – 7:19
4. Stand by Me – 5:56
5. I Hope, I Think, I Know – 4:23
6. The Girl in the Dirty Shirt – 5:49
7. Fade In-Out – 6:52
8. Don’t Go Away – 4:48
9. Be Here Now – 5:13
10. All Around the World – 9:20
11. It’s Gettin’ Better (Man!!) – 7:00
12. All Around the World (Reprise) – 2:00

## Singles
D’You Know What I Mean?
- Veröffentlicht: 7. Juli 1997
- Verfasser: Noel Gallagher
- Produzenten: Noel Gallagher und Owen Morris
- B-Seiten: Stay Young; Angel Child (Demo); Heroes

Stand by Me
- Veröffentlicht: 22. September 1997
- Verfasser: Noel Gallagher
- Produzenten: Noel Gallagher und Owen Morris
- B-Seiten: (I Got) The Fever; My Sister Lover; Going Nowhere

All Around the World
- Veröffentlicht: 12. Januar 1998
- Verfasser: Noel Gallagher
- Produzenten:
- B-Seiten: The Fame; Flashbax; Street Fighting Man

Don’t Go Away (exklusiv nur in Japan)
- Veröffentlicht: 19. Februar 1998
- Verfasser: Noel Gallagher
- Produzenten: Noel Gallagher und Owen Morris
- B-Seiten: Cigarettes & Alcohol (live); Sad Song; Fade Away (Warchild Version)

## Kommerzieller Erfolg

### Chartplatzierungen
| ChartsChartplatzierungen       | Höchstplatzierung | Wochen |
| ------------------------------ | ----------------- | ------ |
| Deutschland (GfK)              | 2 (29 Wo.)        | 29     |
| Österreich (Ö3)                | 3 (16 Wo.)        | 16     |
| Schweiz (IFPI)                 | 2 (23 Wo.)        | 23     |
| Vereinigte Staaten (Billboard) | 2 (26 Wo.)        | 26     |
| Vereinigtes Königreich (OCC)   | 1 (51 Wo.)        | 51     |

| ChartsJahrescharts (1997) | Platzierung |
| ------------------------- | ----------- |
| Deutschland (GfK)         | 49          |
| Österreich (Ö3)           | 39          |
| Schweiz (IFPI)            | 35          |

### Auszeichnungen für Musikverkäufe
Das Album verkaufte sich weltweit mehr als acht Millionen Mal. In Großbritannien war es das am schnellsten verkaufte Album mit über 420.000 verkauften Tonträgern am Veröffentlichungstag bzw. 695.761 Exemplaren in der ersten Verkaufswoche (genau genommen innerhalb von drei Tagen). Die Marke von 1 Million wurde nach 17 Tagen überschritten. Erst Adele erreichte Mitte der 2010er wieder ähnliche Verkaufszahlen.
| Land/Region                  | Auszeichnungen für Musikverkäufe (Land/Region, Auszeichnung, Verkäufe) | Verkäufe    |
| ---------------------------- | ---------------------------------------------------------------------- | ----------- |
| Argentinien (CAPIF)          | Gold                                                                   | 30.000      |
| Australien (ARIA)            | Platin                                                                 | 70.000      |
| Belgien (BRMA)               | Gold                                                                   | (25.000)    |
| Deutschland (BVMI)           | Gold                                                                   | (250.000)   |
| Europa (IFPI)                | 3× Platin                                                              | 3.000.000   |
| Finnland (IFPI)              | Gold                                                                   | (26.099)    |
| Frankreich (SNEP)            | 2× Gold                                                                | (200.000)   |
| Hongkong (IFPI/HKRIA)        | Platin                                                                 | 20.000      |
| Italien (FIMI)               | Gold                                                                   | 25.000      |
| Japan (RIAJ)                 | 2× Platin                                                              | 400.000     |
| Kanada (MC)                  | 2× Platin                                                              | 200.000     |
| Mexiko (AMPROFON)            | Gold                                                                   | 100.000     |
| Neuseeland (RMNZ)            | Platin                                                                 | 15.000      |
| Niederlande (NVPI)           | Gold                                                                   | (50.000)    |
| Norwegen (IFPI)              | Gold                                                                   | (25.000)    |
| Polen (ZPAV)                 | Gold                                                                   | (50.000)    |
| Schweden (IFPI)              | Platin                                                                 | (80.000)    |
| Schweiz (IFPI)               | Gold                                                                   | (25.000)    |
| Spanien (Promusicae)         | Platin                                                                 | (100.000)   |
| Vereinigte Staaten (RIAA)    | Platin                                                                 | 1.000.000   |
| Vereinigtes Königreich (BPI) | 6× Platin                                                              | (1.970.000) |
| Insgesamt                    | 12× Gold · 19× Platin ·                                                | 4.860.000   |

Hauptartikel: Oasis/Auszeichnungen für Musikverkäufe